# Новобиківський цукровий завод
Новобиківський цукровий завод — підприємство харчової промисловості у селі Новий Биків Бобровицького району Чернігівської області України, яке припинило існування.

## Історія
Цукровий завод у волосному центрі Новобиківської волості Козелецького повіту Чернігівської губернії Російської імперії було відкрито в 1898.
У січні 1918 року Новий Биків окупували радянські війська, після чого цукровий завод був націоналізований, надалі на підприємстві було введено 8-годинний робочий день.
У результаті другої світової війни 1941—1943 гг. село було окуповане німецькими військами, але після закінчення бойових дій завод було відновлено та відновлено роботу. Надалі, цукровий завод та місцевий бурякорадгосп були об'єднані в Новобиківський цукровий комбінат, який за радянських часів був найбільшим підприємством селища і одним з найбільших підприємств району.
Після проголошення незалежності України цукровий комбінат перейшов у відання Державного комітету харчової промисловості України. У зв'язку з реорганізацією радгоспів, комбінат було перетворено на цукровий завод. У липні 1995 року Кабінет міністрів України ухвалив рішення про приватизацію Новобиківського цукрового заводу і Новобиківського бурякорадгоспу. Надалі, державне підприємство було перетворено на відкрите акціонерне товариство. У березні 2002 року арбітражний суд Чернігівської області порушив справу про банкрутство ВАТ «Новобіківський цукровий завод». В 2003 завод зупинив виробничу діяльність. У 2007 році завод був визнаний банкрутом та припинив існування.